# Circuit urbà

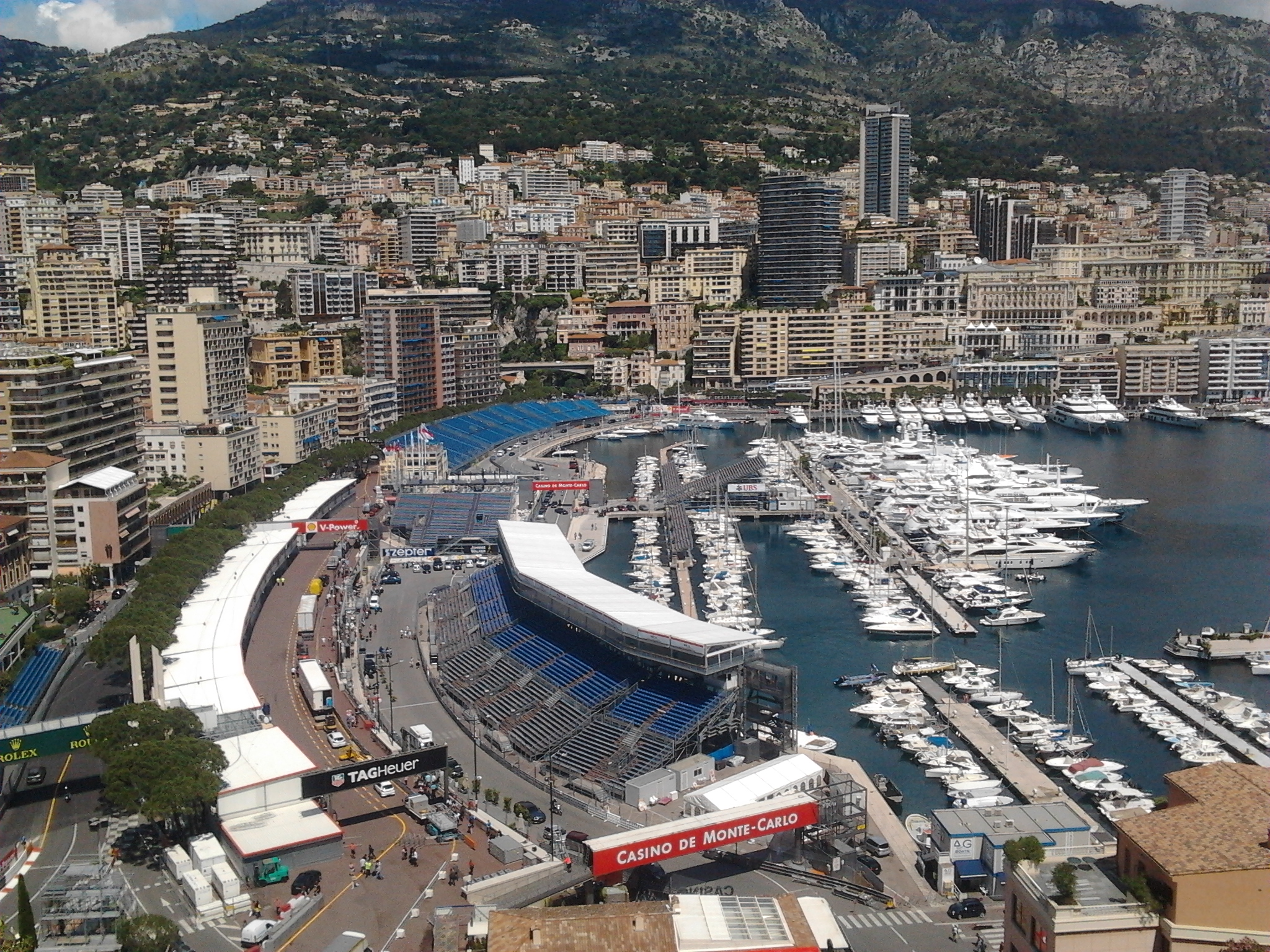
El Gran Premi de Mònaco, celebrat al circuit urbà de Montecarlo, és una de les curses més conegudes i prestigioses del món

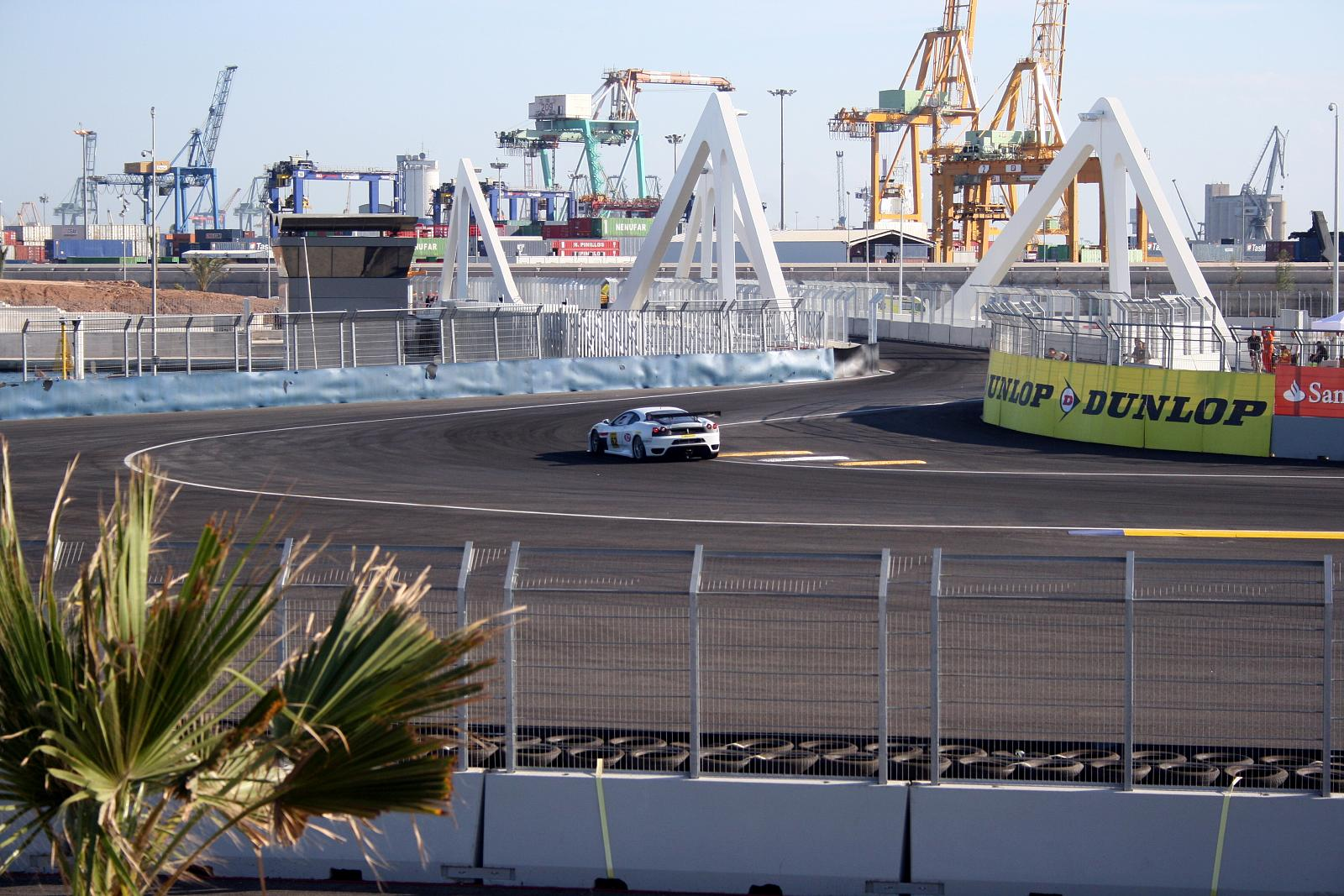
El circuit urbà de València va ser la seu del Gran Premi d'Europa del al

Un circuit urbà, anomenat street circuit ("circuit de carrer") en anglès, és un circuit de curses format per carreteres, avingudes i carrers de ciutats. Sovint, s'inclouen dins aquesta categoria els circuits temporals que fan servir carreteres públiques interurbanes o pistes d'aeroports, també anomenats semipermanents. De vegades, un circuit urbà pot combinar diverses d'aquestes infraestructures. Elements com ara el pàdoc, boxs, tanques i tribunes s'acostumen a instal·lar temporalment i es retiren poc després d'acabar la cursa, però darrerament els boxs, garatges, zones de control de cursa i tribunes principals s'instal·len de vegades de forma permanent al seu emplaçament.
Com que la superfície de la pista s'ha planificat originalment per a velocitats normals, els pilots d'automobilisme o de motociclisme que hi corren troben sovint que els circuits urbans són massa accidentats i mancats d'adherència. Les escapatòries poden ser inexistents, la qual cosa fa que els errors de conducció surtin més cars que en circuits construïts específicament amb escapatòries més àmplies. Les curses en circuits urbans s'anomenen també en anglès legal street racing ("curses de carrer legals") per tal de diferenciar-les de les curses il·legals, que es corren sense el permís de les autoritats.
De vegades, els governs locals donen suport a les curses que se celebren als circuits urbans per promoure el turisme. En alguns casos, alguns segments curts o carreteres de connexió del circuit es construeixen expressament per a l'equipament i es mantenen al seu lloc durant tot l'any, sense ser, però, emprats pel trànsit públic.
Un dels circuits urbans més antics i coneguts és el de Montecarlo, al Principat de Mònaco, seu des de 1929 del Gran Premi de Fórmula 1 del mateix nom. Pel que fa a les curses de motociclisme, el més cèlebre és el Mountain Course de l'Illa de Man, on se celebra des del 1907 el Tourist Trophy (TT). Algunes ciutats van arribar a tenir més d'un circuit urbà al llarg de la història, com ara Las Vegas, amb els desapareguts circuits de Caesars Palace i Las Vegas Strip o Barcelona, amb els de Pedralbes i Montjuïc.
Entre els nombrosos circuits urbans que es van fer servir en el passat per a Grans Premis de Fórmula 1 i de motociclisme hi ha els d'Opatija, Imatra, Adelaida, Detroit i, més recentment, els de València, Bakú i Singapur. Fora dels Grans Premis, destaca el circuit de la Sarthe, seu de les 24 Hores de Le Mans, i altres com ara els de Birmingham, Macau i el de les Madonie, seu de la Targa Florio, la cursa de resistència més antiga del món.